# Петра Лисичкова
Петра Димитрова Лисичкова с партизански псевдоним Рада е българска анархистка и партизанка в Дупнишкия и Кюстендилския регион.
Родена е през 1924 г. в град Дупница. Още от ученическата скамейка започва да се увлича по идеите на анархо-комунизма. През 1944 г. излиза в нелегалност и се присъединява като партизанка към намиращия се по това време в района на Кюстендил партизански отряд „Коста Петров“. Тук тя получава и нелегалното си име Рада.
Отрядът е разкрит и обграден от жандармерийски части в района на село Еремия, Кюстендилско през 1944 г. В завързалото се сражение Рада Лисичкова е убита. В друг източник за място на партизанската акция се сочи село Дебели лаг. В района на Разметаница бойците екзекутират кметовете на селата Таваличево и Мърводол. Четата, на брой около четиридесет души води битка с войскова част. Там намират смъртта си Георги Илков Божилов (Колката), Анани Георгиев Стойнев (Запорожеца), Кирил Серафимов Спасов (Марат), Петър Теофилов Пейчев, Атанас Тошев (Огнян), Георги Иванов Харалампиев, Методи Николов Халваджийски, Първан Стоянов Кашукеев, Тодор Кирилов Савов, Христо Миланов Попхристов, Никола Симеонов Чучулков (Кирчо), Димитър Апостолов Цветанов (Варната), Георги Соколов (Орела), Любен Шилегарски (чичо Люб) и Борис Барбулски.
След преврата на 9 септември 1944 г. „Народната власт“ всячески се опитва да преиначи и изопачи политическите убеждения на Петра с тясно партийни и доктринерски цели. В своите спомени „Отвъд границите“ обаче писателят Трендафил Марулевски, анархист и партизанин в дупнишкия отряд, и д-р Любен Янкулов, също техен съратник и партизанин в района на Благоевград, категорично твърдят, че тя до смъртта си е държала на своите безвластнически, анархистически идеи.